# Gruszynka jednostronna
Gruszynka jednostronna, gruszyczka jednostronna (Orthilia secunda (L.) House) – gatunek rośliny wieloletniej z rodziny wrzosowatych. Występuje na terenie prawie całej Europy, w Azji (bez południowej części kontynentu) i w Ameryce Północnej (na południu sięgając po Gwatemalę). W Polsce dość częsta i rozpowszechniona. Inne nazwy zwyczajowe: gruszkówka jednostronna, ortylia jednostronna, ramiszja jednostronna.

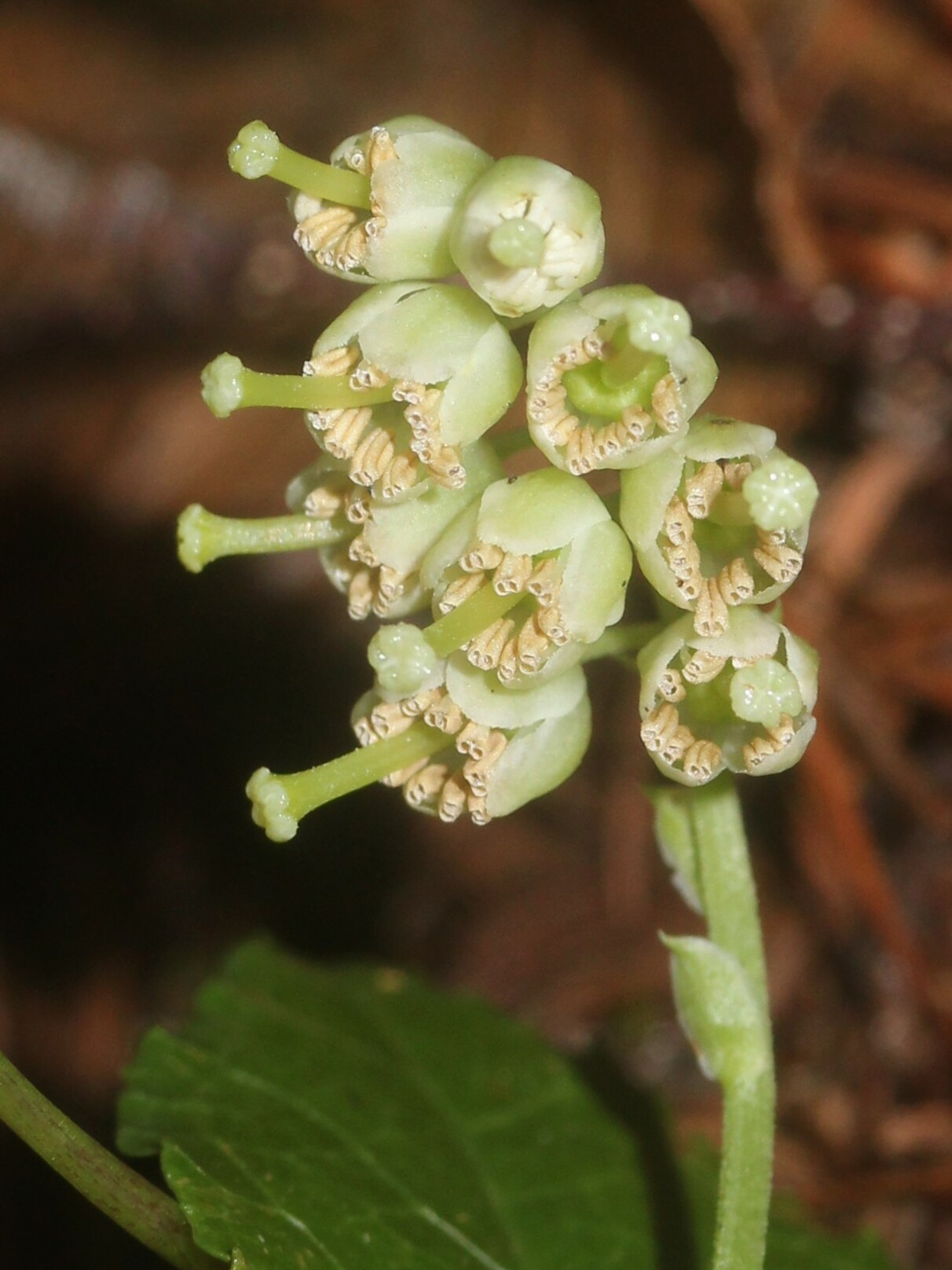
Kwiaty (od spodu)

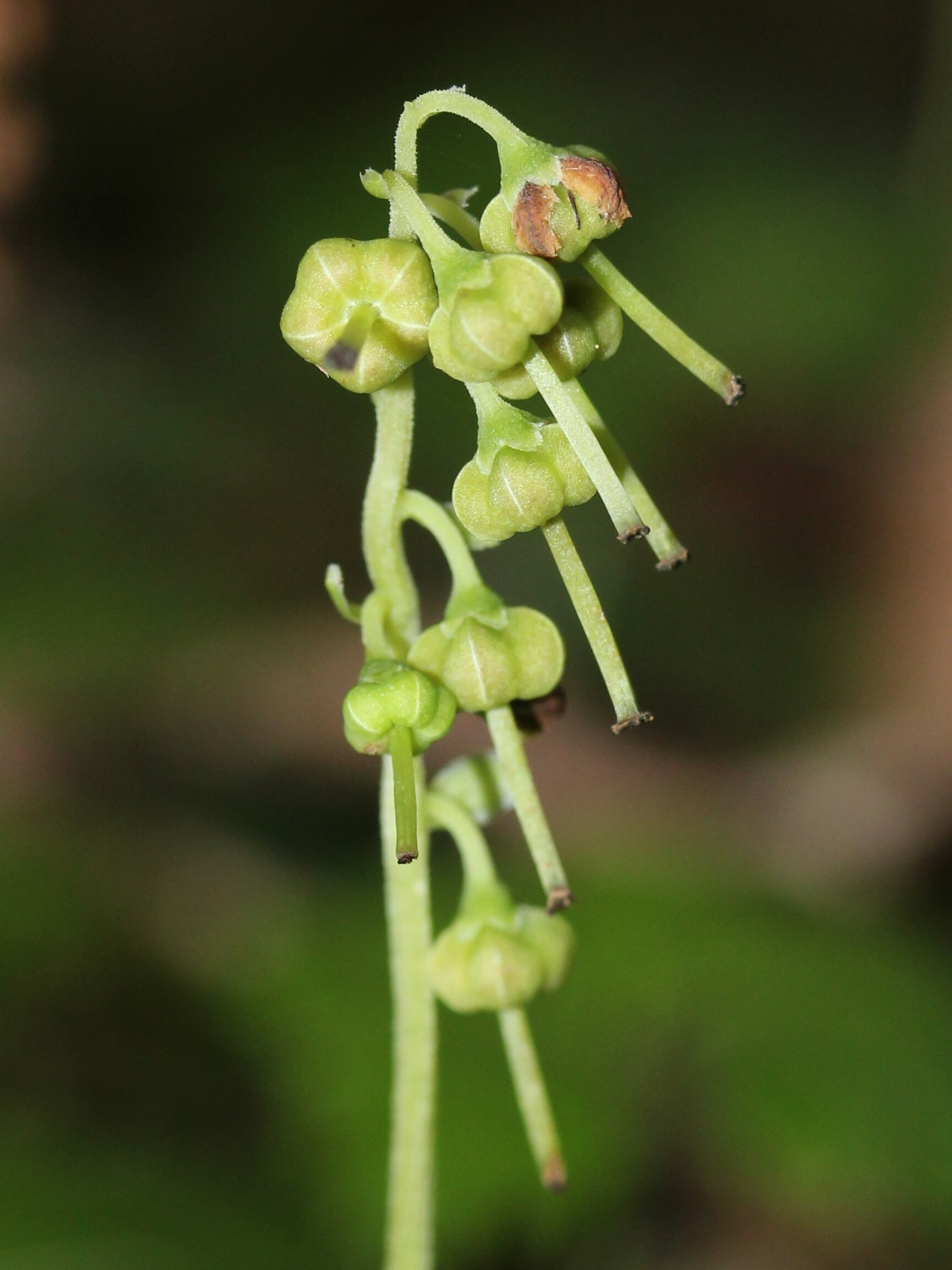
Owoce

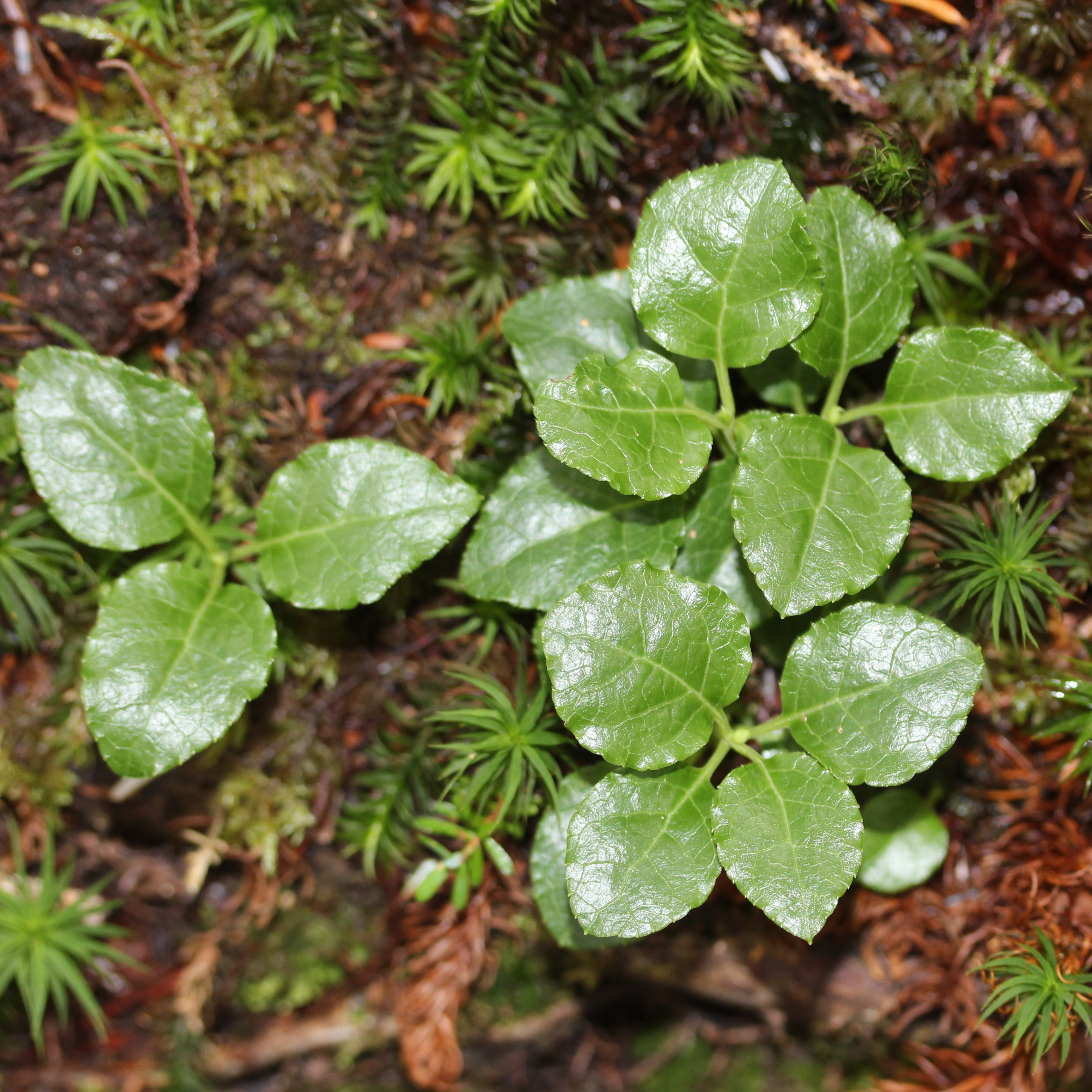
Liście

## Morfologia
PokrójRoślina zielna, osiąga wysokość od 15 do 20 cm.
LiścieZimozielone, jajowate lub jajowato-podługowate, drobno piłkowane.
KwiatyZielonkawobiałe, prawie kuliste, zebrane w jednostronne grono. Szyjka słupka dłuższa od płatków korony. Pręciki wewnątrz dzwonka kwiatowego wygięte na zewnątrz i do góry.

## Biologia i ekologia
Bylina, chamefit. Kwitnie od czerwca do lipca. Siedlisko: widne lasy mieszane i iglaste na próchniczym podłożu. W klasyfikacji zbiorowisk roślinnych gatunek charakterystyczny dla rzędu (O.) Vaccinio-Piceetalia (słabo),  Ass. Serratulo-Pineetum (regionalnie).